# Forellenteich
Koordinaten: 50° 49′ 40″ N, 6° 48′ 52″ O
Der Forellenteich ist ein kleiner Braunkohletagebau-Restsee, der in der Ville unmittelbar östlich von Erftstadt-Köttingen liegt. 

## Bedeutung
Der 1955 entstandene Forellenteich ist mit einer Wasserfläche von ca. 1,2 ha einer der jüngsten und kleinsten Villeseen. Seine maximale Tiefe beträgt 3,4 m. Das Gebiet um den See ist seit 1989 unter der Kenn-Nummer BM-016 als Naturschutzgebiet mit einer Fläche von 7,5 ha ausgewiesen.
Das flache Ufer des Sees  ist von Röhricht, Seggenbeständen und Erlen-Weidengebüsch umgeben, der südliche Abschnitt besitzt zum Teil steilere Böschungen. Das Wasser ist relativ klar und wird von einer artenreichen submersen Vegetation eingenommen, weist jedoch trotz verbesserter Qualität noch Anzeichen starker Eutrophierung auf. Nördlich schließen sich kleine von Erlen und Weiden umgebene Teiche an den See an, die Eisenoxidverfärbungen aufweisen und ohne jegliche Wasservegetation sind. Diese Teiche sowie die umliegenden Waldgebiete wurden wegen der engen ökologischen Wechselwirkungen zwischen dem Forellenteich und seiner Uferzone in die schutzwürdige Fläche mit einbezogen.

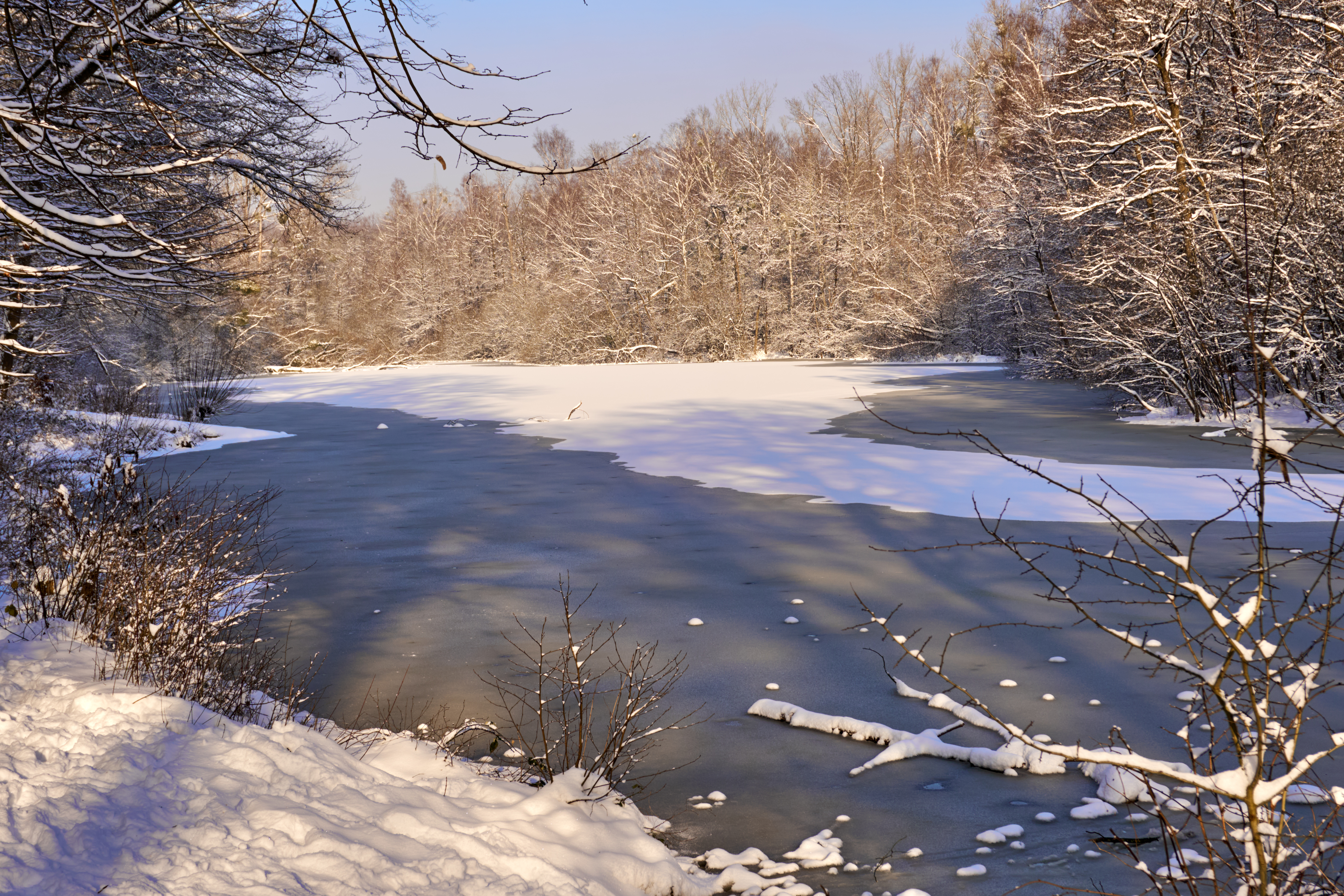
Am Südufer des Forellenteichs
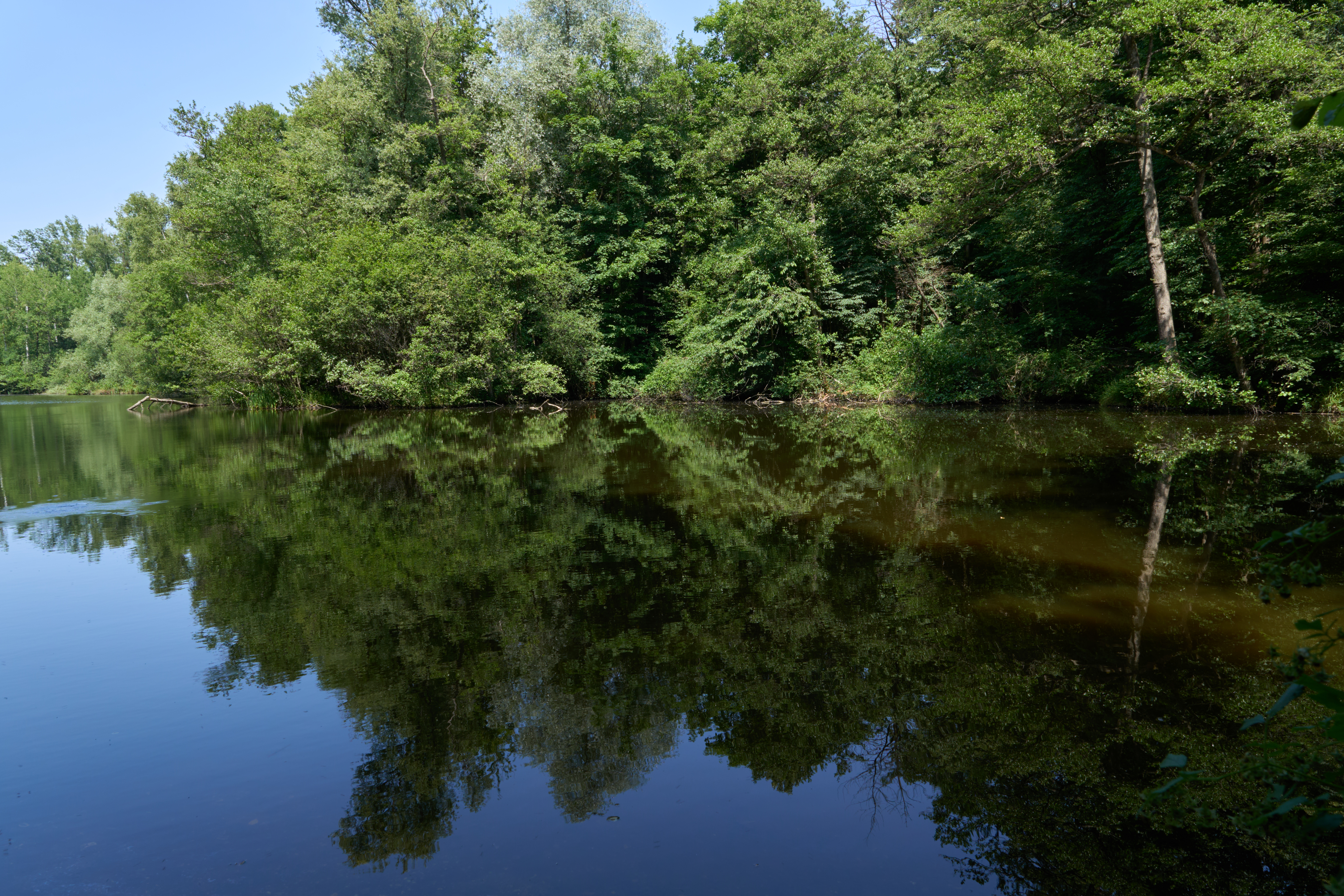
Blick auf das Ostufer
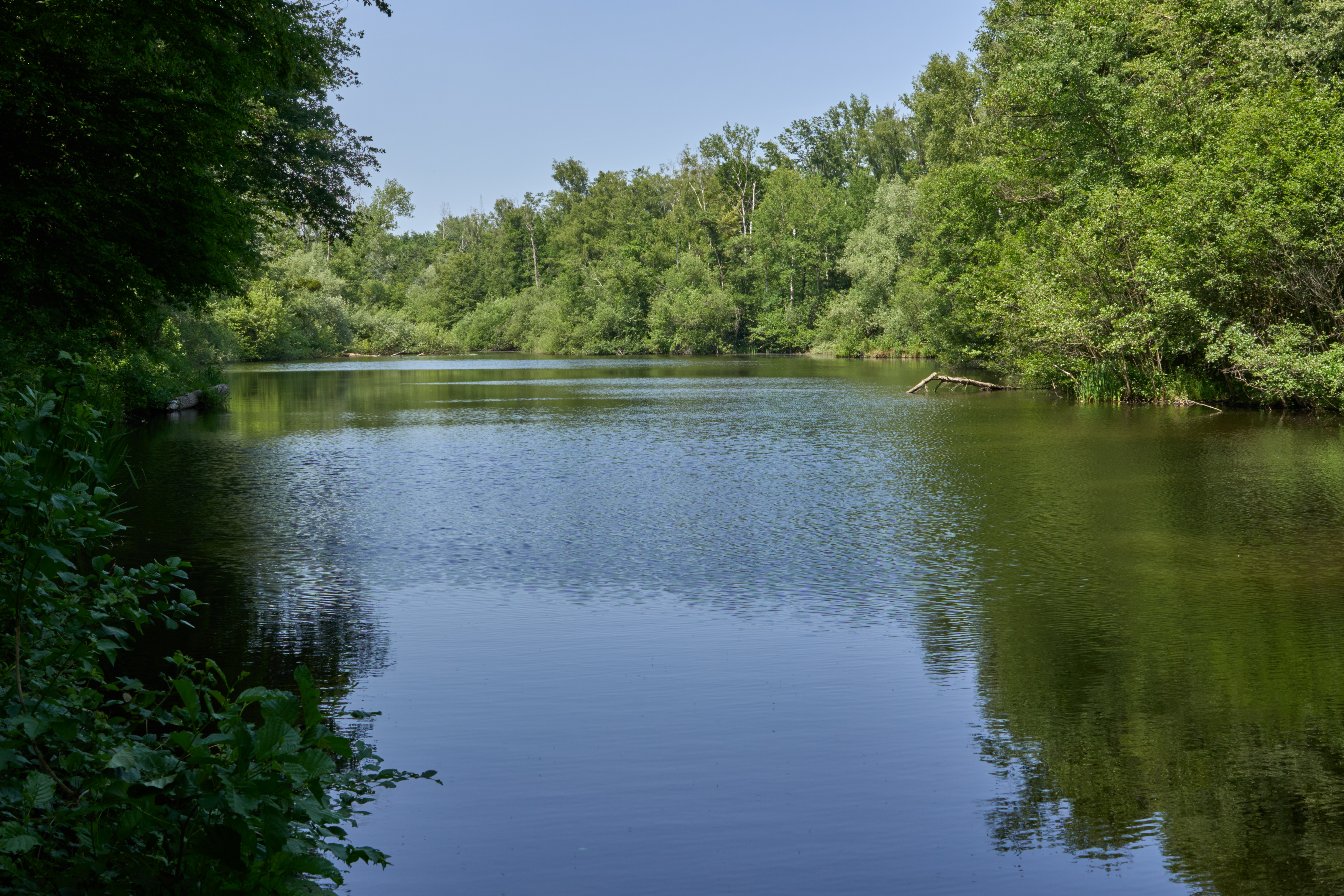
Blick nach Norden
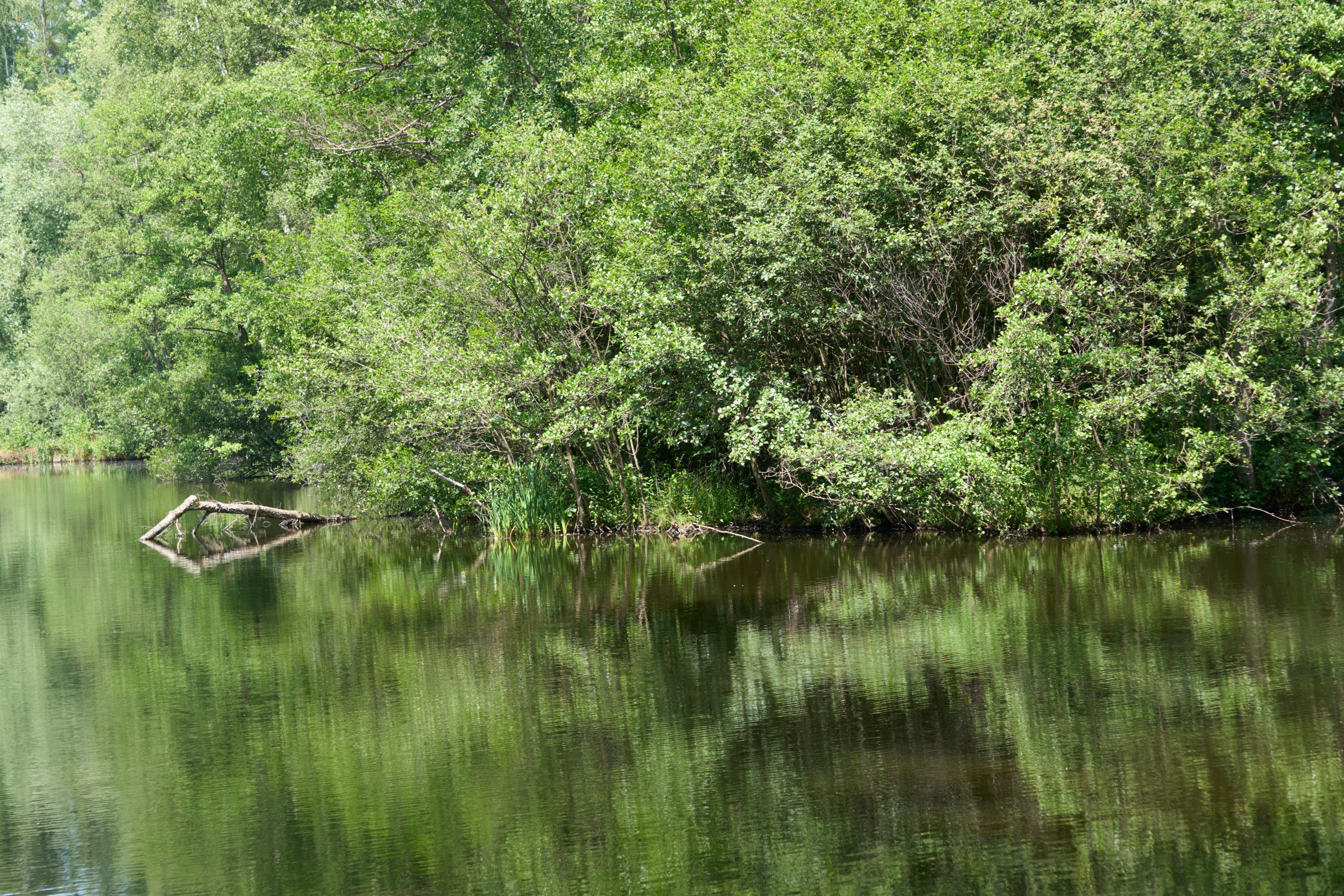
Röhricht und Seggen am Ostufer